# بيدرو فيليبي سواريس
بيدرو فيليبي سواريس (بالبرتغالية: Pedro Filipe Soares‏) هو سياسي برتغالي، ولد في 15 فبراير 1979. حزبياً، نشط في Left Bloc (Portugal) ‏. انتخب عضو مجلس الجمهورية ‏.